# Łapy
Łapyⓘ é um município no nordeste da Polônia. Pertence à voivodia da Podláquia, no condado de Białystok. É a sede da comuna urbano-rural de Łapy. Está situado na planície norte da Podláquia, no rio Narew e na região histórica de Bielsk.
Abrigava as Oficinas de Reparos de Material Circulante em Łapy S.A. (ZNTK em Łapy S.A.), atualmente no local da ZNTK existe a Oficina de Vagões Ferroviários WWK. Havia uma usina de laticínios e açúcar fechada em fevereiro de 2008. Além disso, Łapy é um centro médico e educacional para a área do antigo condado de Łapy.
Estende-se por uma área de 12,1 km², com 14 333 habitantes, segundo o censo de 31 de dezembro de 2024, com uma densidade populacional de 1 181 hab./km².

## Localização
A cidade de Łapy está situada no nordeste da Polônia. Conforme a divisão da Polônia em regiões físico-geográficas feita pelo prof. Jerzy Kondracki, a cidade de Łapy está situada na planície norte da Podláquia, no vale do Alto Narew. A cidade de Łapy está localizada no rio Narew, na zona-tampão do Parque Nacional do Narew.
Segundo dados de 1 de janeiro de 2010, a área da cidade era de 12,14 km².
A cidade de Łapy foi fundada em 1 de janeiro de 1925 a partir de parte da comuna de Poświętne (o assentamento de Łapy e os vilarejos de Łapy-Barwiki, Łapy-Leśniki, Łapy-Bociany, Łapy-Wity, Łapy-Goździki e Łapy-Zięciuki).
Nos anos 1954–1975, Łapy foi a sede do condado na voivodia de Białystok. De 1975 a 1998, a cidade pertenceu administrativamente à voivodia de Białystok na próxima divisão administrativa.

### Distritos
Atualmente, Łapy consiste nos seguintes distritos:
- Barwiki[5]
- Bociany[5]
- Goździki[5]
- Leśniki[5]
- Osse
- Popłoniec
- Wity[5]
- Wygwizdowo
- Zięciuki.[6]

## História

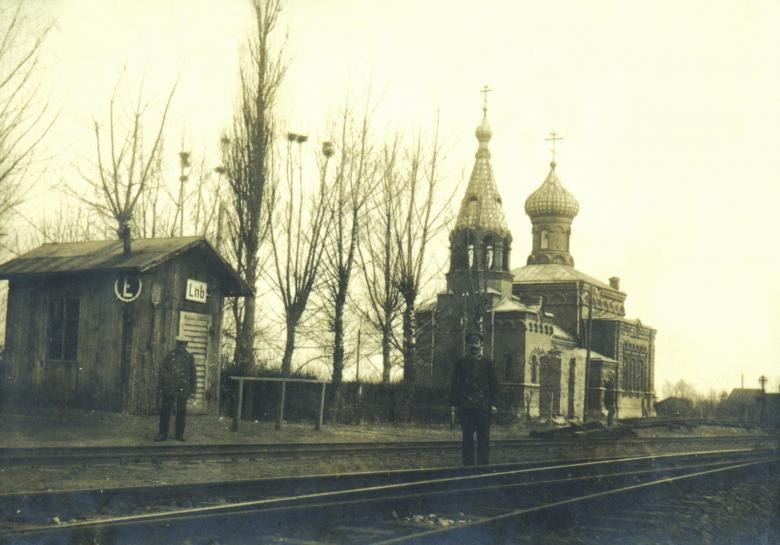
A inexistente igreja de São Nicolau em Łapy

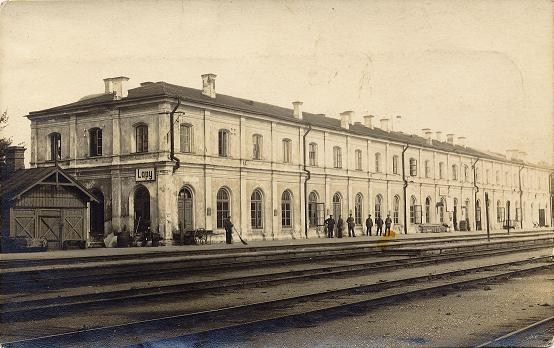
Antiga estação ferroviária

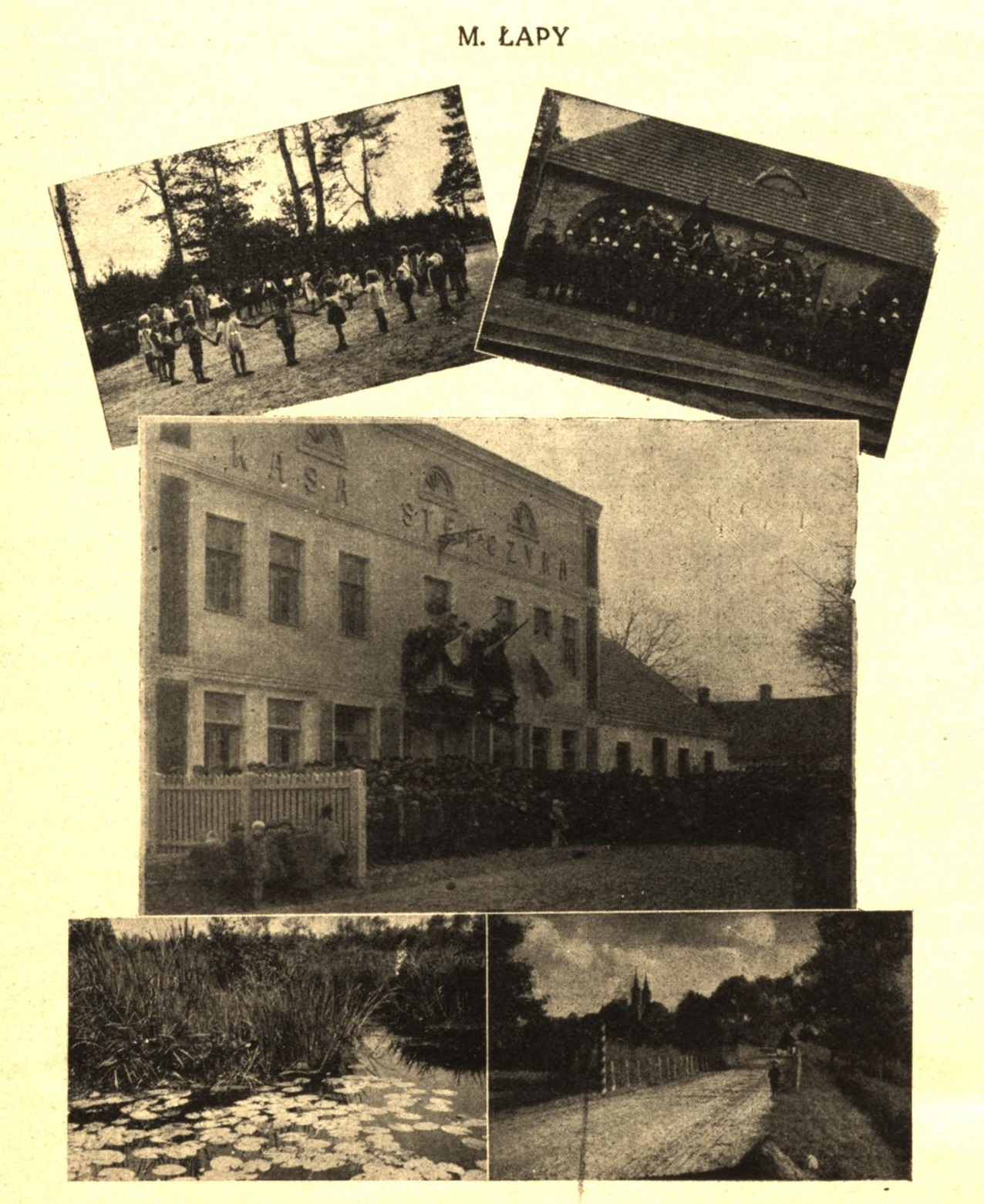
Łapy em 1931

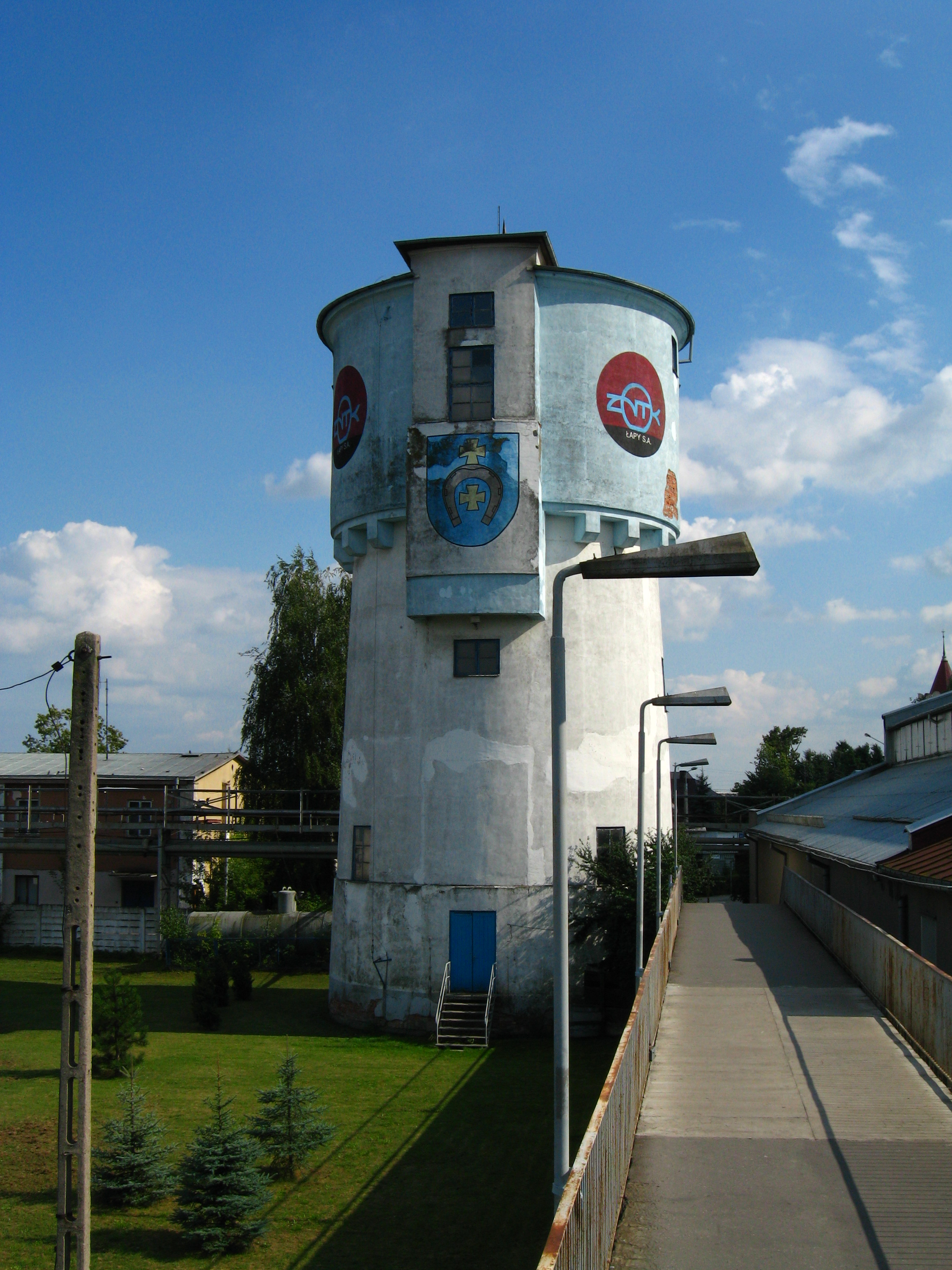
Castelo de água na estação ferroviária em Łapy

O nome Łapy vem da Mazóvia e originalmente significava o sobrenome da família que fundou um assentamento no rio Narew. A lenda liga a criação da cidade de Łapy com o nobre Łappa do brasão de armas da família Lubicz, que se estabeleceu aqui durante a colonização da Mazóvia no século XV.
Os primeiros registros históricos desta área datam do início do século XIII. Sabe-se que em 1375, Płonka Kościelna era uma paróquia independente. Inicialmente, Łapy era um povoado onde a nobreza sempre cultivou tradições patrióticas. Logo, como resultado da expansão da vila, assentamentos foram fundados nas margens ocidental e oriental do rio Narew (nos séculos posteriores, a rota comercial de Suraż a Gdańsk, nos séculos XVI-XVII e após a Segunda Guerra Mundial da Floresta Białowieża até Tykocin) e no lado oriental da rota Suraż — Płonka.
Como resultado do crescimento familiar, foram criados outros assentamentos anos mais tarde, como: Rechy, Brusięta, Barwiki, Korczaki, Pluśniaki, Wągle, Wity, Zięćuki, Kosmyki, Łazie, Stryjce, Wojtysze. Alguns desses nomes desapareceram e novos apareceram, como: Goździki, Dębowizna, Storks, Leśniki. Após a Terceira Partição da Polônia, Łapy foi anexada pela Prússia e, em 1807, após os Tratados de Tilsit, essas terras ficaram no Ducado de Varsóvia, depois em 1815 no Reino da Polônia. Um evento importante para a história de Łapy foi 1812, quando o exército de Napoleão marchou por este caminho duas vezes. Na década de 1820, o povoado tinha mais de 1 000 habitantes e 180 casas. Em 1925, juntando seis povoados (Łapy-Barwiki, Łapy-Leśniki, Łapy-Zięćuki, Łapy-Wity, Łapy-Goździki e Łapy-Storks), foi criado Łapy que tinha o caráter de um assentamento agrícola.
Łapy deve seu desenvolvimento ao comissionamento da linha ferroviária Varsóvia-São Petersburgo com a estação ferroviária de Łapy em 15 de dezembro de 1862, e à construção de oficinas de reparo de locomotivas a vapor e vagões pelos franceses no mesmo ano. Isso resultou não apenas em um influxo de artesãos e trabalhadores de aldeias próximas, mas também de distantes terras polonesas e do Império Russo. Na noite de 22 para 23 de janeiro de 1863, a estação ferroviária de Łapy foi capturada por um grupo de trabalhadores ferroviários de oficinas e da unidade insurgente de Władysław Cichorski “Zameczek”. As fábricas de reparação de vagões existiam em Łapy sob o nome Oficinas de Reparos de Material Circulante em Łapy S.A. (ZNTK em Łapy S.A.). Esses investimentos tiveram um impacto decisivo na urbanização de Łapy, que recebeu privilégios de cidade em 1 de janeiro de 1925. Em 1929 havia uma igreja católica e uma sinagoga aqui. No período entre guerras, a cidade foi um bastião de influência para o Partido Socialista Polonês (em 1928, o partido obteve até dois terços dos votos nas eleições parlamentares). Às vésperas da Segunda Guerra Mundial, a cidade tinha aproximadamente 7 300 habitantes.
Durante a Segunda Guerra Mundial, os alemães criaram um posto de guarda em Łapy. Os policiais militares participaram de inúmeras pacificações das aldeias vizinhas. Em julho de 1941, os alemães estabeleceram um gueto para a população judaica em Łapy. Cerca de 600 pessoas ficaram lá, incluindo foram contratados pela empresa Goltz. Além disso, os trabalhadores forçados judeus da cidade vizinha de Sokół, onde também existia um gueto, eram transportados diariamente de trem para trabalhar nas oficinas ferroviárias assumidas pela administração alemã sob o nome de “Reichsbahnusbesserungswerk Lapy”. Durante a liquidação do gueto, em 2 de novembro de 1942 (ao mesmo tempo que o gueto de Sokół), cerca de 450 judeus foram deportados para um campo de trânsito em Białystok. Cerca de 100 pessoas que escaparam do gueto foram assassinadas nos dias seguintes durante ataques perto de Łapy.
80% da cidade foi destruída durante a guerra.

## Monumentos históricos

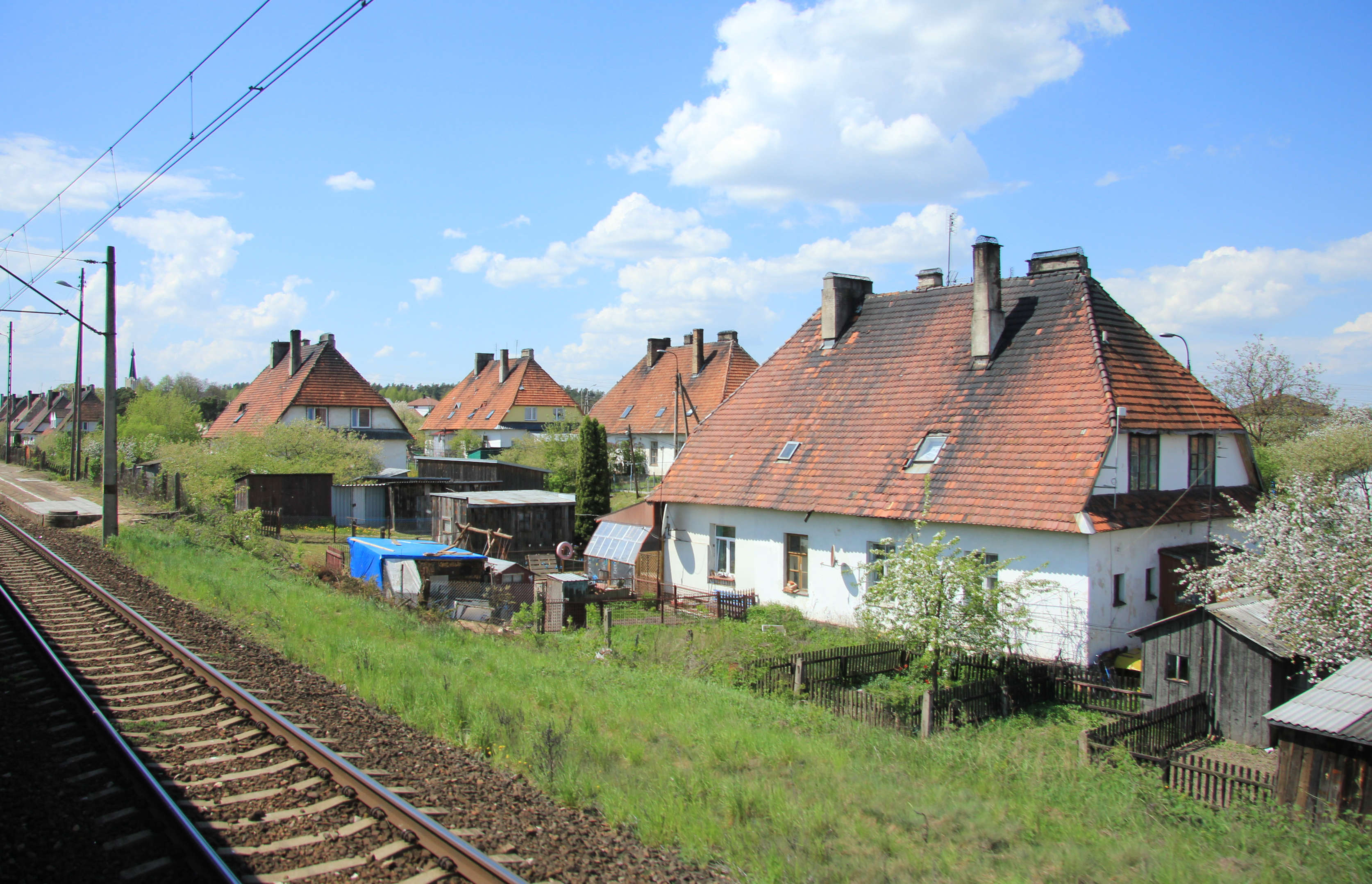
Conjunto habitacional ferroviário “Osse”

Lista de monumentos imóveis inscritos no registro de monumentos do Instituto do Patrimônio Nacional:
- Igreja paroquial de São Pedro e São Paulo, rua 1 Maja, 1913–1926, projetada por Kazimierz Skórewicz[12]
- Conjunto habitacional ferroviário Łapy-Osse (27 casas residenciais de tijolos), 1925 — após 1930:
  - Casas, rua Kolejowa n.º 1, 3, 5, 7, 9, 11, 13, 15, 17, 19, 21
  - Casas, rua Warszawska n.º 1, 3, 5, 7, 9, 11, 13, 15, 17, 19, 21, 23, 25, 27, 29, 31
- Conjunto habitacional ferroviário Wygwizdowo, após 1930:
  - Casas de madeira, rua Wygwizdowo n.º 3, 5, 7, 9 de 1924
- Casa, rua Sikorskiego 54, após 1920
- Casa Etkunów na rua Spółdzielczej 8[13]
- Cemitério evangélico-ortodoxo, rua Sokołowska, XIX/XX

## Sinagoga
A sinagoga foi construída na atual rua Piwna antes de 1914. Era uma construção de madeira sobre uma base de tijolos, coberta por um telhado de duas águas com telhas. Foi completamente destruída durante a guerra em 1939. Os judeus construíram uma nova casa de oração na rua Pierackiego.

## Demografia
Conforme os dados do Escritório Central de Estatística da Polônia (GUS) de 31 de dezembro de 2024, Łapy é uma cidade pequena com uma população de 14 333 habitantes (10.º lugar na voivodia da Podláquia e 297.º na Polônia), tem uma área de 12,1 km² (30.º lugar na voivodia da Podláquia e 535.º lugar na Polônia) e uma densidade populacional de 1 181 hab./km² (5.º lugar na voivodia da Podláquia e 242.º lugar na Polônia). Nos anos 2002–2024, o número de habitantes diminuiu 14,3%.
Os habitantes de Łapy constituem cerca de 9,03% da população do condado de Białystok, constituindo 1,26% da população da voivodia da Podláquia.
| Descrição                         | Total      | Total    | Mulheres   | Mulheres | Homens     | Homens   |
| --------------------------------- | ---------- | -------- | ---------- | -------- | ---------- | -------- |
| unidade                           | habitantes | %        | habitantes | %        | habitantes | %        |
| população                         | 14 333     | 100      | 7 413      | 51,7     | 6 920      | 48,3     |
| superfície                        | 12,1 km²   | 12,1 km² | 12,1 km²   | 12,1 km² | 12,1 km²   | 12,1 km² |
| densidade populacional (hab./km²) | 1 181      | 1 181    | 610,6      | 610,6    | 570,4      | 570,4    |

## Economia
Até 2009, a economia de Łapy era baseada principalmente nas fábricas de açúcar e nos serviços técnicos da empresa ferroviária que estavam operando na época. Infelizmente para a cidade, essas fábricas foram fechadas.
Está prevista a criação das chamadas Subzonas Łapy na Zona Econômica Especial Tarnobrzeg. O projeto de lei relevante foi submetido ao Conselho de Ministros.
O desenvolvimento da economia industrial em Łapy e seus arredores é dificultado principalmente pela proximidade do Parque Nacional do Narew.

## Transportes

### Transporte rodoviário
Duas estradas provinciais passam por Łapy:
- : Roszki-Wodźki — Łapy — Brańsk — Ciechanowiec
- : Łapy — Markowszczyzna.

Além destas, a estrada nacional n.º 8 e a via expressa S8 percorrem 19 km ao norte de Łapy.

### Transporte ferroviário
As seguintes vias de transportes percorrem a cidade:
- Linha ferroviária Białystok — Varsóvia (Ferrovia Varsóvia-Petersburgo)
- Linha ferroviária Łapy — Ostrołęka (parcialmente fechada).

No centro de Łapy fica a estação ferroviária Łapy e a estação ferroviária Łapy Osse, localizada a 3 km do centro, no distrito de Osse.
De Łapy pode-se chegar a muitas cidades de trem (Bielsko-Biała, Varsóvia, Suwałki, Białystok, Breslávia, Opole, Częstochowa, Cracóvia, Szczecin, Poznań).

### Transporte de ônibus

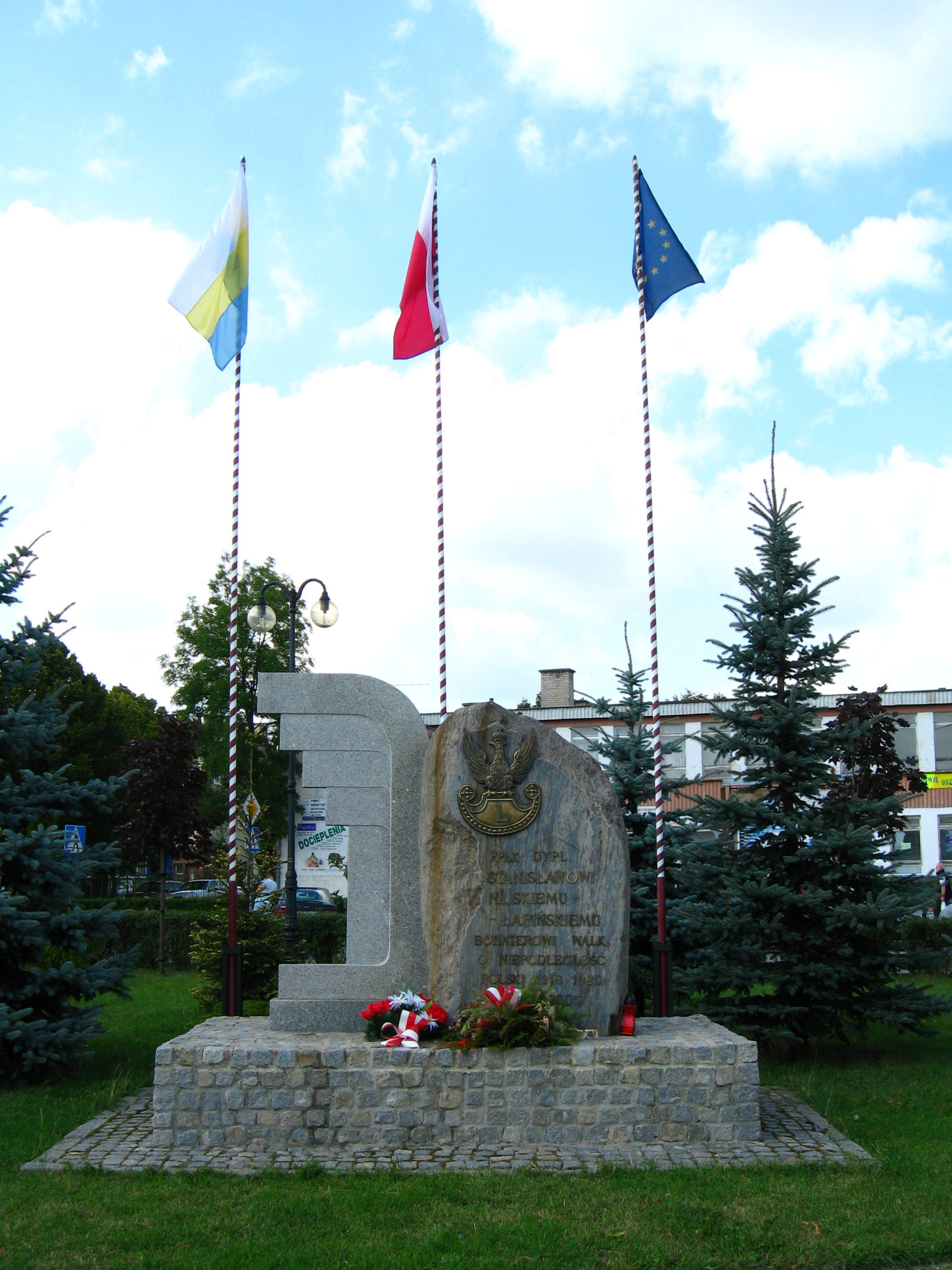
Monumento ao tenente Nilski-Łapiński

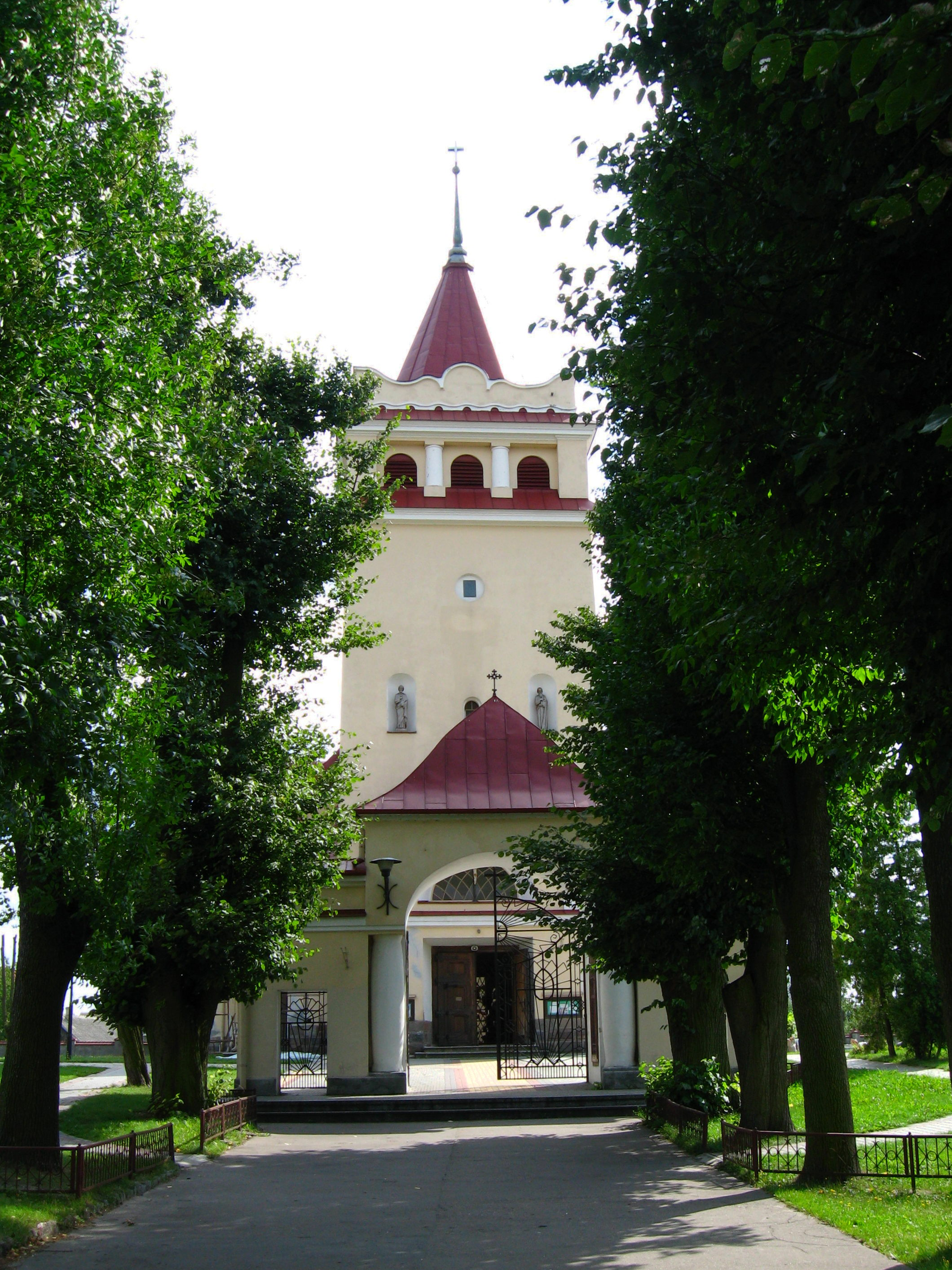
Igreja de São Pedro e São Paulo — portão de entrada e torre

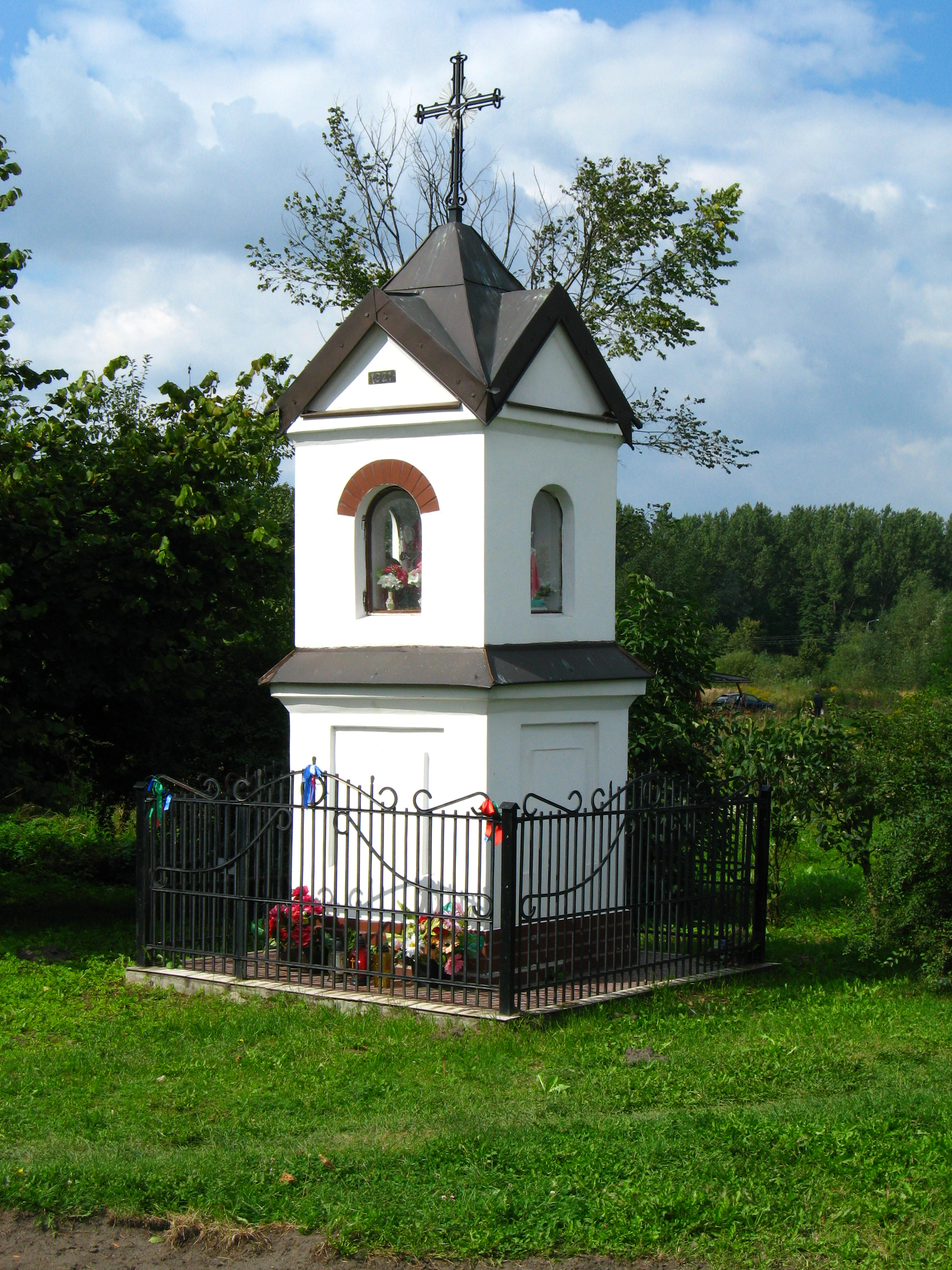
Capela na rua Mostowa

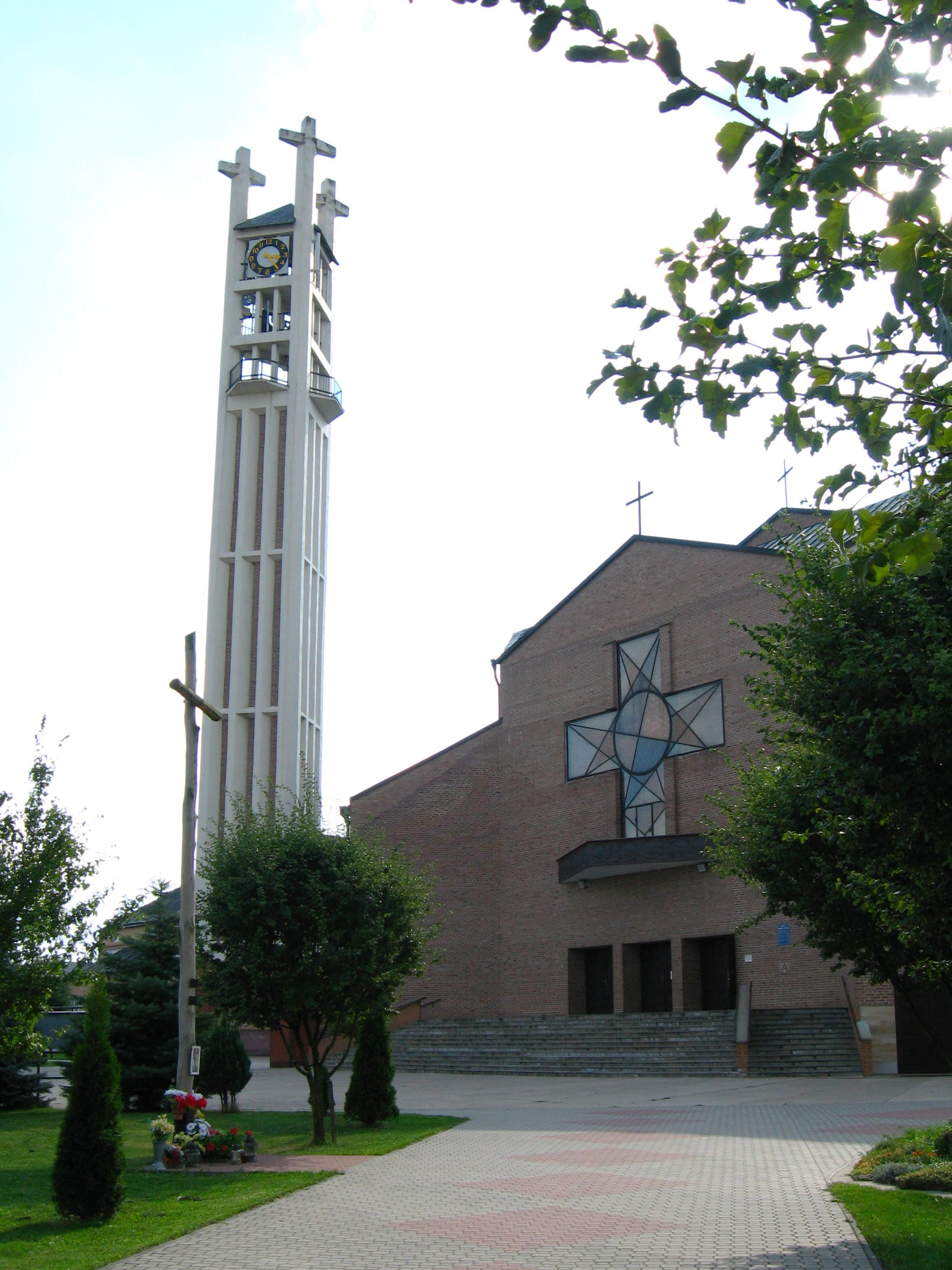
Igreja da Santa Cruz

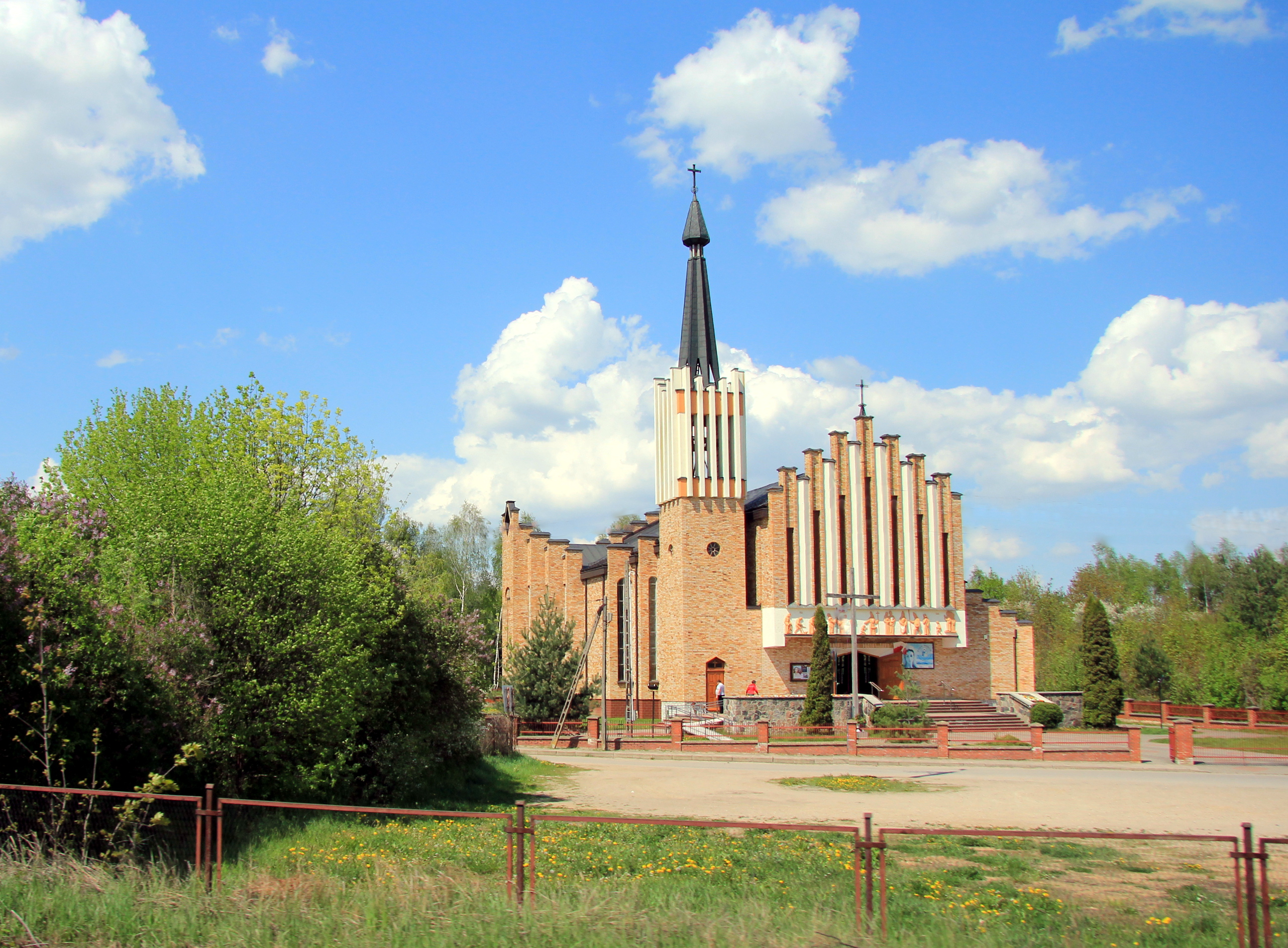
Igreja de São João Batista

Existem vários pontos de ônibus PKS e uma estação rodoviária (ao lado da estação ferroviária) em Łapy. A empresa Przewoźnik, PKS Białystok, fornece conexões, entre outras, para Białystok, Zambrów, Siemiatycze, Bielsk Podlaski.

### Trilhas e ciclovia
A ciclovia e trilhas de caminhada em Łapy são as seguintes:
- Ciclovia vermelha — anel viário do Parque Nacional do Narew (Choroszcz — Zawady — Baciuty — Dobrowoda — Turośń Dolna — Borowskie Michały — Suraż — Łapy — Płonka Kościelna — Łupianka Stara — Jeńki — Waniewo — Kurowo — Jeżewo Stare — Tykocin — Choroszcz)
- Trilha vermelha Włodzimierz Puchalski, 36 km (Łapy “Osse” — Gąsówka-Osse — Płonka Kościelna — Płonka-Strumianka — Łupianka Stara — Bokiny — Jeńki — Waniewo — Kurowo — Jeżewo Stare)
- Trilha verde dos ferroviários (Łapy “Osse” — Grochy — Turek — Pietkowo — Suraż)

### Turismo
- Atrações
  - Casa Etkunów na rua Spółdzielcza da década de 1920
  - Parque Nacional do Narew
  - Conjunto habitacional ferroviário “Wygwizdowo” — 4 casas de madeira do período entre guerras
  - Conjunto habitacional ferroviário “Osse” — 27 casas residenciais de tijolos da década de 1930
  - Monumento às Crianças polonesas heroicas — dedicado à memória das crianças que morreram durante a Segunda Guerra Mundial
  - Monumento dedicado ao tenente Stanisław Nilski-Łapiński
  - Castelo de água no complexo da estação ferroviária do início do século XX
  - Cemitério evangélico-Augsburgo e ortodoxo Łapy-Osse fundado em 1905[20]
  - Complexo da igreja paroquial de São Pedro e São Paulo:
    - Portão de tijolos de 1920–1927
    - Reitoria de madeira por volta de 1929
    - Vicariato de tijolo por volta de 1930
    - Capela de 1920

  - Mercado Municipal
  - Complexo de blocos de apartamentos na rua Sikorskiego

## Educação
Jardins de infância
- Jardim de infância n.º 1
- Jardim de infância n.º 2

Escolas primárias
- Escola primária católica Cardeal Stefan Wyszyński
- Escola primária n.º 1, São João Paulo II[22]
- Escola primária n.º 2, Nicolau Copérnico[23]
- Escola primária n.º 3, Maria Konopnicka[24] (no Complexo Escolar em Łapy)

Antigas escolas secundárias
- Escola secundária n.º 1 (agora a Escola primária n.º 1 está neste edifício)
- Escola secundária n.º 2 (no Complexo Escolar em Łapy)

Escolas secundárias
- I Escola secundária Adam Mickiewicz[25]
- Complexo da Escola Mecânica Stefan Czarniecki[26]
  - II Escola secundária
  - II Escola secundária perfilada
  - Escola Técnica
  - Escola profissionalizante básica
  - Escola pós-secundária para jovens
  - Escola secundária geral suplementar para adultos
  - Escola secundária para adultos
  - Escola pós-secundária - a aprendizagem efetiva fora da sala de aula

## Organizações e associações culturais
- Sociedade Regional tenente Stanisław Nilski-Łapiński[27]
- Associação “Kul-Turysta”
- Associação da Universidade da Terceira Idade em Łapy
- Fundação “Morsy bez granic, Powrót do Natury”[28]
- Teatro Kaprys

## Religião
- Igreja Católica:
  - Paróquia da Santa Cruz[29]
  - Paróquia dos Santos Apóstolos Pedro e Paulo[30]
  - Paróquia de São João Batista[31]

## Clubes e organizações esportivas
- Pogoń Łapy
- UKS Narew Łapy
- Łapskie Towarzystwo Rowerowe “Peleton”
- UKS “Olimp” LO Łapy
- UKS “Łapa” Łapy
- UKS Akademia Siatkówki Łapy